# Pseudomonas aeruginosa
Lo Pseudomonas aeruginosa è un batterio ubiquitario, non fermentante, con semplici richieste nutrizionali, considerato un patogeno opportunista nell'uomo. Inizialmente era noto come Bacillus pyocyaneus in riferimento al particolare colore blu del pus che si forma nelle ferite infettate, dovuto alla presenza del pigmento antibiotico piocianina.

## Struttura e metabolismo
È un piccolo bacillo di 0,5 - 1,0 µm per 1,5 - 5 µm, gram negativo, aerobio/anaerobio facoltativo (poiché capace di cedere gli equivalenti riducenti ai nitrati e all'arginina in assenza di ossigeno), mobile per la presenza di 1-3 flagelli unipolari e asporigeno. Può essere distinto dagli enterobatteri per la presenza di citocromo ossidasi.
Ai test biochimici risulta essere:
- ossidasi positivo;
- citrato (test di Simmons) positivo;
- arginina diidrolasi positivo;
- lisina decarbossilasi negativo;
- ornitina decarbossilasi negativo.

Possiede una spessa capsula di un esopolisaccaride mucoide rivestito di alginato.
Inoltre è in grado di produrre diversi pigmenti, tra cui la piocianina (blu), la fluoresceina (gialla) e la piorubina (rosso mattone).

## Fattori di virulenza
Lo Pseudomonas aeruginosa è un batterio opportunista ed ubiquitario, ma in genere difficilmente causa quadri patologici seri in soggetti immunocompetenti. Può causare la follicolite da vasca idromassaggio (hot tub), altre volte può causare infezioni del tratto urinario inferiore, con conseguenze anche gravi.

### Adesione
Mediano l'adesione ai tessuti allo stesso modo della Neisseria gonorrhoeae.

### Capsula
Composta da alginato, impedisce la fagocitosi e media l'adesione. Inoltre, intrappola gli aminoglicosidi (tobramicina, gentamicina), impedendo loro di raggiungere il citoplasma.

### Endotossina
Giustifica i quadri infiammatori tissutali, il richiamo dei polimorfonucleati e lo shock settico che si registra in corso di batteriemia.

### Piocianina
Il pigmento prodotto è fortemente chemiotattico nei confronti degli elementi cellulari del sistema immune. Inoltre, ha un'azione tossica diretta poiché catalizza la formazione dei radicali liberi dell'ossigeno.
Media il rilascio di IL-8

### Esotossina A
Si pensa sia il principale fattore di virulenza dello Pseudomonas aeruginosa. Ha un'azione simile alla tossina del Corynebacterium diphtheriae (blocco della sintesi proteica a livello della trascrizione, ADP-ribosilazione di EF2); tuttavia, possiede un effetto citotossico minore.

### Esoenzimi S e T
Il ruolo di questi enzimi non è tuttora chiaro. Vengono introdotti nelle cellule tramite un sistema di secrezione di tipo 3. L'attività adenosina difostato-ribosiltransferasi, porta ad una riorganizzazione dell'actina cellulare, con alterazione del citoscheletro, danno tissutale e diffusione del batterio.

### Elastasi
Esiste una Las-A (proteasi serinica) e una Las-B (zinco-proteasi). Agiscono sinergicamente distruggendo i tessuti contenenti elastina e collagene. Inoltre sono in grado di degradare gli anticorpi e i fattori del sistema del complemento.

### Proteasi alcalina
Secreto in abbondanza, questo enzima è in grado di distruggere i tessuti e di inattivare IFN-γ e TNFα.

### Fosfolipasi C
Agendo sulle membrane biologiche, danneggia i tessuti e stimola la risposta infiammatoria.

### Ramnolipide
Questo composto è importante nei quadri di infezione dell'apparato respiratorio in quanto inibisce la motilità ciliare dell'epitelio bronchiale e stimola la risposta infiammatoria.

### Resistenza agli antibiotici
Lo Pseudomonas aeruginosa produce una β-lattamasi in grado di inattivare le penicilline e le cefalosporine. Inoltre è in grado di resistere all'azione dei diversi antibiotici, alterando la permeabilità (mutazioni del gene) dei canali di membrana.

## Epidemiologia
Microrganismo ubiquitario (suolo, acqua, ambiente ospedaliero).
- Utilizza materiale organico come fonte di carbonio;
- può crescere in un intervallo di temperatura tra 4 e 42 °C;
- è resistente a molti disinfettanti e antibiotici;
- costituisce il 6% della flora normale in soggetti sani, il 38% in pazienti ospedalizzati e il 78% in pazienti immunocompromessi.

Può essere trasmesso da portatori persistenti (personale sanitario, pazienti) e dall'ambiente ospedaliero.
In quest'ultimo la persistenza dello Pseudomonas aeruginosa è facilitata da serbatoi come disinfettanti, apparecchi respiratori e di emodialisi, lavandini, bagni, superfici.
Inoltre il microrganismo è costantemente reintrodotto nell'ambiente con frutta, verdura, piante e tramite pazienti trasferiti da altri reparti.
Nell'ambiente ospedaliero spesso coesistono importanti fattori di rischio:
1. Trattamento empirico con antibiotici ad ampio spettro.
2. Terapia respiratoria.
3. Prolungata ospedalizzazione.
4. Funzioni immuni compromesse.

I soggetti a rischio sono pazienti immunodepressi, pazienti con respirazione assistita, pazienti dializzati, pazienti ustionati, pazienti con fibrosi cistica, pazienti diabetici, tossicodipendenti e pazienti traumatizzati (cornea).

## Profilo clinico
Lo Pseudomonas aeruginosa può virtualmente infettare tutti i distretti corporei. Tuttavia si riconoscono diversi quadri nosologici principali.

### Infezioni polmonari

Infezione di cellule polmonari (in blu, CFSE) da parte di Pseudomonas aeruginosa (in giallo, Mcherry)

Possono andare da una tracheobronchite benigna fino ad una broncopolmonite necrotizzante (ruolo importante: Las A e Las B). 
La colonizzazione si riscontra in pazienti affetti da fibrosi cistica, si ritrovano i ceppi mucoidi, difficili da eradicare con terapia antibiotica.
Condizioni predisponenti sono:
- precedente terapia antibiotica ad ampio spettro che distrugge la normale flora protettiva;
- l'uso di apparecchiature terapeutiche per le vie respiratorie (intubazione).

La malattia invasiva in questi pazienti è caratterizzata da una tipica broncopolmonite bilaterale diffusa con la presenza di microascessi e necrosi del tessuto. Il livello di mortalità è del 70%.

### Infezioni cutanee
La follicolite è un'infezione della cute e si deve ad immersioni in acque contaminate (bagni turchi, idromassaggi e piscine). Si riscontra frequentemente dopo depilazione.
Danno vascolare localizzato e vasta necrosi tissutale con conseguente batteriemia in pazienti con gravi ustioni.

### Infezioni delle vie urinarie
Uretriti e cistiti in pazienti con cateteri urinari a dimora precedentemente trattati con antibiotici a largo spettro.

### Infezioni dell'orecchio
Otiti esterne: orecchio dei nuotatori ed otite esterna maligna. La prima è un'infezione benigna autolimitante, mentre la seconda è una gravissima infezione che colpisce soprattutto pazienti anziani e diabetici. Evolve in quadri di necrosi dei tessuti molli e in infezioni della teca cranica, fino alla compromissione delle strutture nervose sottese alla funzione uditiva. Lo Pseudomonas aeruginosa è anche responsabile di otiti croniche dell'orecchio medio.

### Infezioni dell'occhio
Si hanno dopo un trauma della cornea o dopo esposizione ad acqua contaminata. L'infezione può stabilirsi anche dopo microtraumi dovuti all'utilizzo di lenti a contatto. Questi possono evolvere ad ulcerazioni della cornea e a quadri più gravi di infezioni oculari.

### Batteremia
Si riscontrano spesso in pazienti neutropenici, con diabete mellito, ustioni diffuse e patologie ematologiche maligne. Il quadro clinico è ingravescente e tende allo scompenso e allo shock settico. Inoltre può presentarsi l'ectima gangrenoso, un quadro emorragico cutaneo tendente alla confluenza. In questa manifestazione hanno un ruolo importantissimo Las A e Las B, coinvolte nella distruzione dell'endotelio vasale.

### Endocarditi
Le vegetazioni di Pseudomonas aeruginosa, a differenza di quelle da Streptococcus pyogenes (che causa steno-insufficienza aorto-mitralica), evolvono in quadri di steno-insufficienza della polmonare. Questo quadro è giustificato dall'infezione batteriemica decorrente lungo il circolo venoso, spesso associata all'uso di droghe per via parenterale.

## Profilo diagnostico
- Campioni biologici: pus, espettorato, materiale bioptico da ustioni, cheratiti, sangue, ecc.
- Esame colturale: Agar alla cetrimide, agar sangue, MacConkey, Pseudosel agar. Incubazione in aerobiosi.
- Identificazione: Morfologia delle colonie (a rapida crescita e a bordi diffusi), attività emolitica (spesso evidente), pigmentazione (verde), odore (dolce, di uva), positività all'ossidasi, negatività alla fermentazione del lattosio, profili biochimici tipici, antibiotici, tipizzazione fagica, altri pigmenti.
- Caratterizzazione molecolare del DNA (PCR).
- RNA ribosomiale (scopo epidemiologico).

## Prevenzione, trattamento, controllo
La terapia antibiotica dello Pseudomonas aeruginosa è difficile per 2 motivi:
1. resistenza a molti antibiotici (beta lattamasi plasmide-dipendente);
2. i pazienti infettati con difese immunitarie compromesse non sono in grado di rispondere positivamente alla terapia antibiotica.

Prima di effettuare la terapia antibiotica è sempre necessario effettuare un antibiogramma. Possono essere usate le seguenti combinazioni di antibiotici (infatti la monoterapia è sempre inefficace):
- Penicilline dopo la prima generazione (piperacillina ± tazobactam);
- Cefalosporine (ceftazidima, cefepime);
- Carbapenemici (imipenem/cilastatina, meropenem, doripenem);
- Monobattami (aztreonam);
- Aminoglicosidi (tobramicina, gentamicina, amikacina) insieme ai beta lattamici;
- Fluorochinoloni (ciprofloxacina, levofloxacina, moxifloxacina);
- altri (polimixina B, colistina).

Immunoglobuline iperimmuni e trasfusioni di granulociti possono giovare in infezioni in pazienti immunocompromessi.
L'infezione grave da Pseudomonas aeruginosa è nella maggior parte dei casi di origine ospedaliera. La prevenzione si deve basare, dunque, su misure igieniche e comportamentali come il controllo dei macchinari per l'emodialisi e l'uso di materiali sterili associato ad un corretto lavaggio delle mani.
Si deve tener conto che l'utilizzo di antibiotici ad ampio spettro, oltre ad uccidere la flora commensale competitiva, seleziona i ceppi di Pseudomonas aeruginosa più resistenti. L'utilizzo degli antibiotici deve quindi essere specifico e mirato.

## Negli ospedali
È in grado di legarsi ai rifiuti ospedalieri plastici che utilizza nella propria pellicola per proteggere il relativo biofilm, rendendo necessario dotare i dispositivi di plastica dei nosocomi di sostanze anti-microbiche.

## Immagini correlate

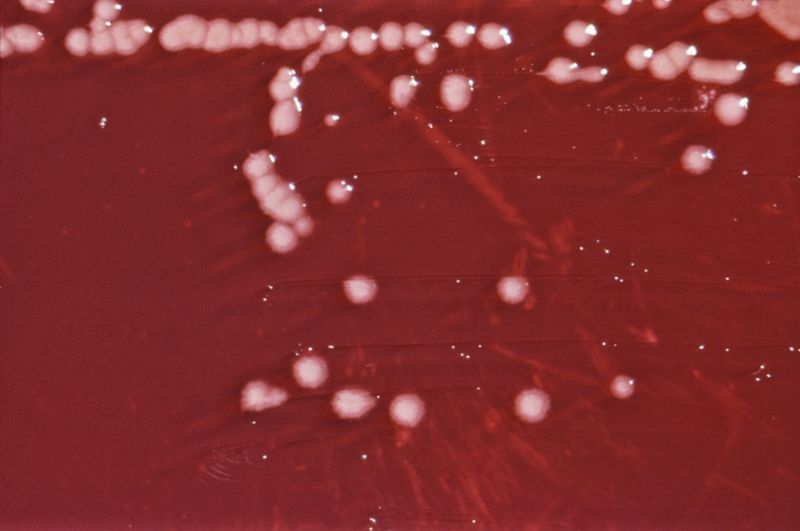
Colonie di Pseudomonas aeruginosa in agar.
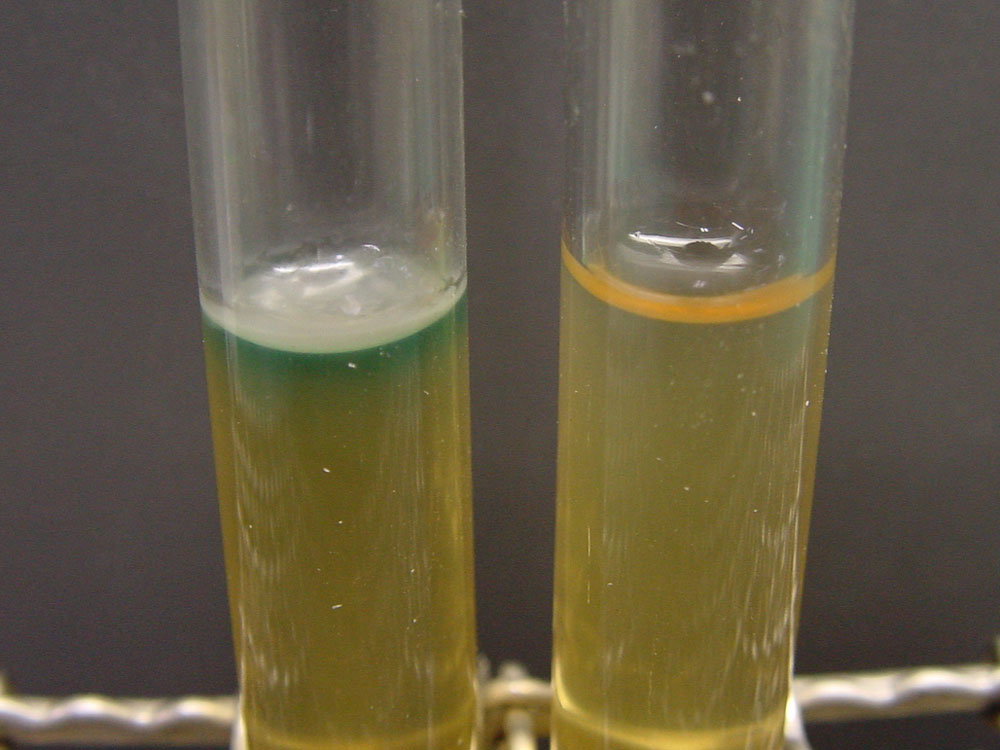
Prova in vitro di Pseudomonas aeruginosa. Si noti la produzione di piocianina nella provetta di sinistra.